# Nicaragua a 2024. évi nyári olimpiai játékokon
Nicaragua a franciaországi Párizsban megrendezett 2024. évi nyári olimpiai játékok egyik részt vevő nemzete volt. Az országot az olimpián 6 sportágban 7 sportoló képviselte, akik érmet nem szereztek.

## Atlétika
Női
| Versenyző     | Versenyszám | Selejtező | Selejtező | Selejtező | Előfutam | Előfutam | Előfutam | Elődöntő | Elődöntő | Elődöntő | Döntő   | Döntő    |
| Versenyző     | Versenyszám | Idő       | Hely.     | Össz.     | Idő      | Hely.    | Össz.    | Idő      | Hely.    | Össz.    | Idő     | Helyezés |
| ------------- | ----------- | --------- | --------- | --------- | -------- | -------- | -------- | -------- | -------- | -------- | ------- | -------- |
| María Carmona | 100 m       | 11,88     | 4.        | 11.       | 12,00    | 9.       | 67.      | kiesett  | kiesett  | kiesett  | kiesett | kiesett  |

## Cselgáncs
Női
| Versenyző       | Versenyszám | 32-es főtábla                                 | Nyolcaddöntő                      | Negyeddöntő       | Elődöntő          | Vigaszág elődöntő | Bronz- mérkőzés   | Döntő             | Helyezés |
| Versenyző       | Versenyszám | Ellenfél Eredmény                             | Ellenfél Eredmény                 | Ellenfél Eredmény | Ellenfél Eredmény | Ellenfél Eredmény | Ellenfél Eredmény | Ellenfél Eredmény | Helyezés |
| --------------- | ----------- | --------------------------------------------- | --------------------------------- | ----------------- | ----------------- | ----------------- | ----------------- | ----------------- | -------- |
| Izayana Marenco | Nehézsúly   | Ana Laura Portuondo Isasi (CAN) · 10(1)–00(0) | Beatriz Souza (BRA) · 00(1)–10(0) | kiesett           | kiesett           | kiesett           | kiesett           | kiesett           | 9.       |

## Evezés
Női
| Versenyző         | Versenyszám  | Előfutam | Előfutam | Vigaszág | Vigaszág | Negyeddöntő   | Negyeddöntő   | Elődöntő | Elődöntő | Elődöntő | Döntő | Döntő   | Döntő | Helyezés |
| Versenyző         | Versenyszám  | Idő      | Hely.    | Idő      | Hely.    | Idő           | Hely.         | Típus    | Idő      | Hely.    | Típus | Idő     | Hely. | Helyezés |
| ----------------- | ------------ | -------- | -------- | -------- | -------- | ------------- | ------------- | -------- | -------- | -------- | ----- | ------- | ----- | -------- |
| Evidelia González | Egypárevezős | 8:23,25  | 6.       | 8:26,23  | 4.       | nem jutott be | nem jutott be | E/F      | 8:43,78  | 3.       | E     | 8:08,61 | 6.    | 30.      |

## Hullámlovaglás
| Versenyző         | Versenyszám | 1. forduló                                                     | 1. forduló | 2. forduló                       | 3. forduló            | Negyeddöntő           | Elődöntő              | Döntő                 | Helyezés |
| Versenyző         | Versenyszám | Ellenfelek Győztes pont                                        | Hely.      | Ellenfél Győztes pont            | Ellenfél Győztes pont | Ellenfél Győztes pont | Ellenfél Győztes pont | Ellenfél Győztes pont | Helyezés |
| ----------------- | ----------- | -------------------------------------------------------------- | ---------- | -------------------------------- | --------------------- | --------------------- | --------------------- | --------------------- | -------- |
| Candelaria Resano | Női         | 5 csoport · Brisa Hennessy (CRC) · Johanne Defay (FRA) · 15,56 | 3.         | Tatiana Weston-Webb (BRA) · 9,50 | kiesett               | kiesett               | kiesett               | kiesett               | 17.      |

## Sportlövészet
Női
| Versenyző          | Versenyszám | Selejtező | Selejtező | Döntő   | Döntő    |
| Versenyző          | Versenyszám | Pont      | Helyezés  | Pont    | Helyezés |
| ------------------ | ----------- | --------- | --------- | ------- | -------- |
| Mariel López Pavón | Légpuska    | 617,5     | 41.       | kiesett | kiesett  |

## Úszás
Férfi
| Versenyző        | Versenyszám    | Előfutam | Előfutam | Előfutam | Elődöntő | Elődöntő | Elődöntő | Döntő   | Döntő    |
| Versenyző        | Versenyszám    | Idő      | Hely.    | Össz.    | Idő      | Hely.    | Össz.    | Idő     | Helyezés |
| ---------------- | -------------- | -------- | -------- | -------- | -------- | -------- | -------- | ------- | -------- |
| Gerald Hernández | 200 m pillangó | 2:06,80  | 2.       | 27.      | kiesett  | kiesett  | kiesett  | kiesett | kiesett  |

Női
| Versenyző         | Versenyszám    | Előfutam | Előfutam | Előfutam | Elődöntő | Elődöntő | Elődöntő | Döntő   | Döntő    |
| Versenyző         | Versenyszám    | Idő      | Hely.    | Össz.    | Idő      | Hely.    | Össz.    | Idő     | Helyezés |
| ----------------- | -------------- | -------- | -------- | -------- | -------- | -------- | -------- | ------- | -------- |
| María Schutzmeier | 100 m pillangó | 1:03,18  | 7.       | 30.      | kiesett  | kiesett  | kiesett  | kiesett | kiesett  |